# Vallmoll

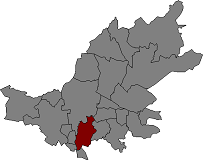
Położenie gminy na mapie comarki Alt Camp.

Vallmoll – gmina w Hiszpanii,  w Katalonii, w prowincji Tarragona, w comarce Alt Camp.
Powierzchnia gminy wynosi 16,68 km². Zgodnie z danymi INE, w 2005 roku liczba ludności wynosiła 1413, a gęstość zaludnienia 84,71 osoby/km². Wysokość bezwzględna gminy równa jest 161 metrów. Współrzędne geograficzne gminy to 41°14′43″N, 1°14′59″E.

## Miejscowości
W skład gminy wchodzą dwie miejscowości, w tym miejscowość gminna o tej samej nazwie:
- Urbanització Vallmoll Paradís – liczba ludności: 439
- Vallmoll – 974